# Fusarium solani
Fusarium solani là tên của một loài nấm sợi thuộc một phức hợp gồm ít nhất 26 loài có mối liên hệ với nhau thuộc ngành Ascomycota, họ Nectriaceae. Chúng là loài sinh sản vô tính và thường được biết dến là loài sinh sống đất và là loài thực vật mở đường đầu tiên. Fusarium solani gây bệnh cho cả cây trồng và cả con người, đáng chú ý nhất là màng mắt sẽ bị viêm khi tiếp xúc với chúng.

## Phát triển và đặc điểm
Tương tự như nhiều loài cùng chi, thế hệ tiếp theo mà Fusarium solani sinh sản ra thì có màu trắng và giống như sợi bông. Tuy nhiên, thay vì phát triển thành màu hồng hoặc màu tím như hầu hết các loài thuộc chi này, chúng lại phát triển có màu xanh lam hoặc màu nâu hơi xanh. Bên dưới có màu hơi nhạt, màu trà có sắc của màu nâu sữa hoặc nâu đỏ. Khi tụ thành một đám, chúng có ít mào lông, nhớt, xốp và rời rạc. Khi nuôi cấy bằng dung dịch nước đường-khoai tây thì chúng phát triển rất nhanh chóng khi đạt đường kính là 64 – 70 mm chỉ trong 7 ngày. Nhưng nó phát triển không nhanh bằng một loài cùng chi với nó là Fusarium oxysporum.

## Sinh thái học
Nhìn chung thì Fusarium solani có mối liên kết với rễ của cây và có thể tìm thấy ở độ sâu 80 cm. Chúng sinh sống ở những khu vực nhiệt đới, cận nhiệt đới hoặc những nói có khí hậu ôn hòa và không sinh sống ở những vùng núi cao. Đối với chúng thì độ pH của đất không ảnh hưởng đến chúng cho lắm nhưng sự hun khói đất lại khiến chúng xuất hiện nhiều. Nó nhạy cảm đối với những loại thuốc diệt nấm trong đất và được tìm thấy ở trong ao, sông, hệ thống cống rãnh và ống dẫn nước. Ngoài ra, trên cơ thể của các loài thuộc chi Glischrochilus cũng có thể có những cá thể còn non và trưởng thành.